# Frank Klawonn
Frank Klawonn (ur. 22 marca 1966 w Schwedt) – niemiecki wioślarz. Złoty medalista olimpijski z Seulu.
Reprezentował barwy NRD. Zawody w 1988 były jego jedynymi igrzyskami olimpijskimi i zdobył złoto w czwórce ze sternikiem. Osadę łodzi tworzyli także Bernd Niesecke, Karsten Schmeling, Bernd Eichwurzel i sternik Hendrik Reiher. W czwórce ze sternikiem zostawał mistrzem świata w 1986 i 1987. 